# Bye-bye myself (森七菜の曲)
『bye-bye myself』は、日本の女優・森七菜の5作目のシングル。前作『背伸び』以来約8か月ぶりのリリース。作詞・作曲は森山直太朗。森七菜をイメージして制作された。

## 概要
前作「背伸び」以来約8ヶ月ぶりのリリース。

## 収録曲
1. bye-bye myself [5:13]
作詞・作曲：森山直太朗
編曲：櫻井大介